# Батманова, Анастасия Юрьевна
Анастаси́я Ю́рьевна Батма́нова (род. 5 сентября 2000, Димитровград, Ульяновская область) — российская биатлонистка, призёр чемпионатов России. Мастер спорта России.

## Биография
Родилась в Димитровграде. Отец и личный тренер Анастасии — призёр чемпионата Европы по биатлону Юрий Батманов. Сначала занималась лыжными гонками, а в 2010 году перешла в биатлон. Первым тренером спортсменки являлся Антон Юрьевич Мальцев. Представляет на внутрироссийских соревнованиях Сахалинскую область.
Выпускница Санкт-Петербургского университета имени П. Ф. Лесгафта.

### Карьера
Неоднократно становилась победительницей всероссийских соревнований среди девушек и юниорок.
Первым международным стартом в карьере Анастасии стал Европейский юношеский Олимпийский фестиваль-2017 в турецком Эрзуруме, где лучшим результатом для спортсменки стало 20-е место в пасьюте. В 2018-2019 гг. принимала участие на чемпионатах мира среди юношей и девушек, но высоких результатов Батманова там не показала.
В январе 2022 года выиграла единственную в карьере медаль юниорского Кубка IBU: на этапе в Поклюке в составе смешанной эстафеты Анастасия завоевала бронзу. На последнем для себя юниорском чемпионате мира в феврале того же года в Солт-Лейк-Сити осталась без наград.
На чемпионате России 2022 года впервые выиграла награду на взрослом уровне, завоевав бронзу в эстафете. На том же турнире вместе с отцом пробежала одиночную смешанную эстафету, в следующем году Юрий и Анастасия Батмановы вновь пробежали вместе сингл-микст.

### Личная жизнь
Замужем за биатлонистом сборной России Василием Томшиным. 25 мая 2025 года у пары родилась дочь Вера.
Имеет брата Трофима (род. 20.10.2015) и младшую сестру Анну (род. 20.03.2006), которая также занимается биатлоном.